# Ника (кинопремия, 1995)
8-я церемония вручения наград национальной кинематографической премии «Ника» за заслуги в области российского кинематографа за 1994 год состоялась в 1995 году в Центральном Доме кинематографистов.

## Статистика
Фильмы, получившие несколько номинаций
| Фильм                          | номинации | победы |
| ------------------------------ | --------- | ------ |
| • Лимита                       | 7         | 4      |
| • Подмосковные вечера          | 7         | 2      |
| • Увлеченья                    | 4         | 2      |
| • За́мок                        | 3         | 2      |
| • Простодушный                 | 3         | -      |
| • Курочка Ряба                 | 2         | -      |
| • Серп и молот                 | 2         | -      |
| • Хаги-Траггер                 | 2         | -      |
| • Я свободен, я ничей          | 2         | -      |
| • Волшебник Изумрудного города | 2         | -      |

## Список лауреатов и номинантов

### Основные категории
• Победители выделены отдельным цветом. 
| Категории                           | Лауреаты и номинанты                                                                              | Лауреаты и номинанты                                                     |
| ----------------------------------- | ------------------------------------------------------------------------------------------------- | ------------------------------------------------------------------------ |
| Лучший игровой фильм                | • Увлеченья (режиссёр: Кира Муратова)                                                             | • Увлеченья (режиссёр: Кира Муратова)                                    |
| Лучший игровой фильм                | • Курочка Ряба (режиссёр: Андрей Кончаловский)                                                    |                                                                          |
| Лучший игровой фильм                | • Подмосковные вечера (режиссёр: Валерий Тодоровский)                                             |                                                                          |
| Лучший документальный фильм         | • Прощай, СССР (режиссёр: Александр Роднянский)                                                   | • Прощай, СССР (режиссёр: Александр Роднянский)                          |
| Лучший документальный фильм         | • Вечерний звон (режиссёр: Юрий Шиллер)                                                           |                                                                          |
| Лучший документальный фильм         | • История Тюрина, художника и жертвы (режиссёр: Павел Печенкин)                                   |                                                                          |
| Лучший научно-популярный фильм      | • Жил-был лис (режиссёр: Юрий Климов)                                                             | • Жил-был лис (режиссёр: Юрий Климов)                                    |
| Лучший научно-популярный фильм      | • Доски судьбы (режиссёр: Елена Саканян)                                                          |                                                                          |
| Лучший научно-популярный фильм      | • Твой Винсент (режиссёр: Светлана Загоскина)                                                     |                                                                          |
| Лучший анимационный фильм           | • Севильский цирюльник (режиссёр: Наталья Дабижа)                                                 | • Севильский цирюльник (режиссёр: Наталья Дабижа)                        |
| Лучший анимационный фильм           | • Замок (Землемер) (режиссёры: Дмитрий и Александр Наумовы, Валентин Телегин)                     |                                                                          |
| Лучший анимационный фильм           | • Свичкрафт (режиссёр: Константин Бронзит)                                                        |                                                                          |
| Лучшая режиссёрская работа          |                                                                                                   | • Кира Муратова за фильм «Увлеченья»                                     |
| Лучшая режиссёрская работа          | • Денис Евстигнеев — «Лимита»                                                                     |                                                                          |
| Лучшая режиссёрская работа          | • Валерий Тодоровский — «Подмосковные вечера»                                                     |                                                                          |
| Лучшая сценарная работа             |                                                                                                   | • Ираклий Квирикадзе, Пётр Луцик и Алексей Саморядов — «Лимита»          |
| Лучшая сценарная работа             | • Владимир Валуцкий и Сергей Ливнев — «Серп и молот»                                              |                                                                          |
| Лучшая сценарная работа             | • Наталия Рязанцева — «Я свободен, я ничей»                                                       |                                                                          |
| Лучший продюсер                     | Александр Атанесян                                                                                | • Григорий Ряжский и Александр Атанесян — «Немой свидетель»              |
| Лучший продюсер                     | Александр Атанесян                                                                                | • Игорь Калёнов — «Увлеченья»                                            |
| Лучший продюсер                     | Александр Атанесян                                                                                | • Сергей Ливнев — «Серп и молот»                                         |
| Лучший продюсер                     | Александр Атанесян                                                                                | • Александр Михайлов — «Простодушный», «Свистун» и «Хаги-Траггер»        |
| Лучшая мужская роль                 |                                                                                                   | • Евгений Миронов — «Лимита» (за роль Михаила)                           |
| Лучшая мужская роль                 | • Владимир Машков — «Лимита» (за роль Ивана)                                                      |                                                                          |
| Лучшая мужская роль                 | • Владимир Машков — «Подмосковные вечера» (за роль Сергея)                                        |                                                                          |
| Лучшая женская роль                 |                                                                                                   | • Ингеборга Дапкунайте — «Подмосковные вечера» (за роль Кати Измайловой) |
| Лучшая женская роль                 | • Нина Русланова — «Я свободен, я ничей» (за роль Александры Васильевны)                          |                                                                          |
| Лучшая женская роль                 | • Инна Чурикова — «Курочка Ряба» (за роль Аси Клячиной)                                           |                                                                          |
| Лучшая роль второго плана           |                                                                                                   | • Алиса Фрейндлих — «Подмосковные вечера» (за роль Ирины Дмитриевны)     |
| Лучшая роль второго плана           | • Ольга Антонова — «Незабудки» (за роль Елизаветы Сергеевны)                                      |                                                                          |
| Лучшая роль второго плана           | • Георгий Вицин — «Хаги-Траггер» (за роль кукольного мастера Генриха Яновича)                     |                                                                          |
| Лучшая операторская работа          |                                                                                                   | • Сергей Козлов — «Лимита»                                               |
| Лучшая операторская работа          | • Юрий Клименко — «Три сестры»                                                                    |                                                                          |
| Лучшая операторская работа          | • Сергей Козлов — «Подмосковные вечера»                                                           |                                                                          |
| Лучшая музыка к фильму              |                                                                                                   | • Эдуард Артемьев — «Лимита»                                             |
| Лучшая музыка к фильму              | • Леонид Десятников — «Подмосковные вечера»                                                       |                                                                          |
| Лучшая музыка к фильму              | • Сергей Курёхин — «Замок»                                                                        |                                                                          |
| Лучшая работа звукооператора        | • Николай Астахов — «Дожди в океане»                                                              | • Николай Астахов — «Дожди в океане»                                     |
| Лучшая работа звукооператора        | • Франсис Бальдос — «Лимита»                                                                      |                                                                          |
| Лучшая работа звукооператора        | • Александр Нехорошев, Владимир Виноградов, Степан Богданов, Василий Крачковский — «Простодушный» |                                                                          |
| Лучшая работа художника             | • Владимир Карташов — «Замок»                                                                     | • Владимир Карташов — «Замок»                                            |
| Лучшая работа художника             | • Борис Бланк — «Простодушный»                                                                    |                                                                          |
| Лучшая работа художника             | • Николай Емельянов, Виктор Сафронов, Владимир Птицын — «Волшебник Изумрудного города»            |                                                                          |
| Лучшая работа художника по костюмам | • Надежда Васильева — «Замок»                                                                     | • Надежда Васильева — «Замок»                                            |
| Лучшая работа художника по костюмам | • Галина Антипина — «Увлеченья»                                                                   |                                                                          |
| Лучшая работа художника по костюмам | • Тамара Горшенина — «Волшебник Изумрудного города»                                               |                                                                          |

### Специальная награда
| Приз «Честь и достоинство» | Тамара Макарова (кадр из фильма «Учитель», 1939 г.) | • Тамара Фёдоровна Макарова |